# Basílica de São João e São Paulo (Veneza)
A Basílica de São João e São Paulo (em italiano:  Santi Giovanni e Paolo, e em dialeto veneziano, San Zanipolo) é uma das maiores igrejas de Veneza (Itália) e tem o estatuto de basílica menor. É um enorme edifício de tijolo construído em estilo gótico italiano. É principal igreja da Ordem Dominicana em Veneza, e como tal foi construída para pregar perante grandes congregações. É dedicada a São João e a São Paulo, não o apóstolo e o discípulo mais famosos, mas a dois obscuros mártires da primeira igreja cristã em Roma, cujos nomes se documentaram no século III mas cuja lenda é de data posterior.
Em 1246, o doge Jacopo Tiepolo doou uma parcela de terra pantanosa aos dominicanos depois de sonhar com um grupo de pombas brancas sobrevoando-o. A primeira igreja foi demolida em 1333, quando se começou a construção da igreja atual. Não acabou senão em 1430.
O vasto interior contém muitos monumentos funerários e pinturas, assim como uma Virgem da Paz, uma estátua bizantina tida por milagrosa e situada numa capela própria na nave meridional, e um pé de Santa Catarina de Siena, a principal relíquia da igreja.
San Zanipolo é uma igreja paroquial do Vicariato de San Marco-Castello. Outras igrejas da paróquia são a San Lazzaro dei Mendicanti, a Ospedaletto e a Beata Vergine Addolorata.

## Artistas destacados

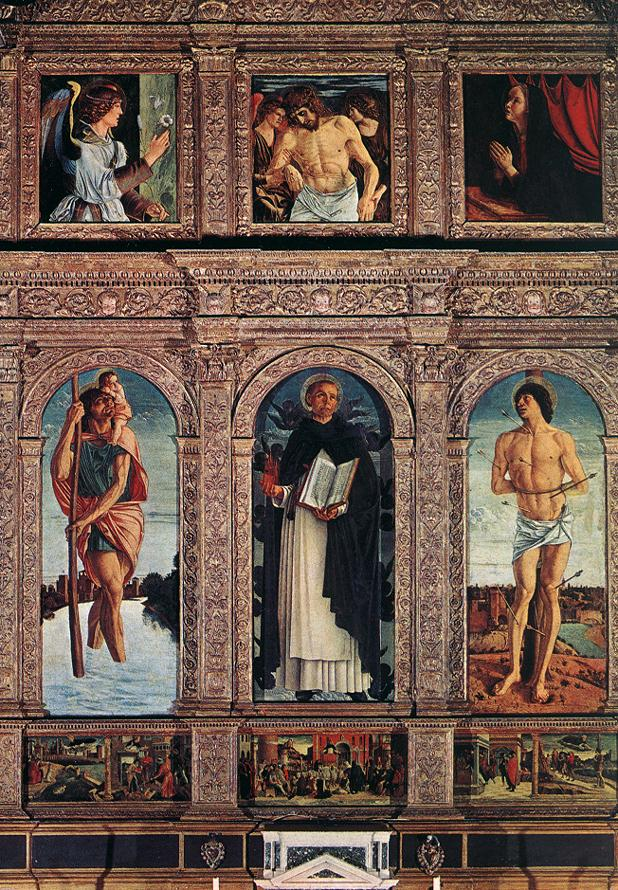
Políptico de Giovanni Bellini, da esquerda para a direita e de cima para baixo: Anjo da Anunciação, Jesus, a Virgem Maria, São Cristóvão, São Vicente Ferrer e São Sebastião, 1464.

- Giovanni Bellini (Santos Vicente Ferrer, Cristóvão e Sebastião na nave meridional)
- Bartolomeo Bon (A grande entrada do oeste)
- Cima da Conegliano ou Giovanni Martini da Udine (Coroação da Virgem no transepto meridional)
- Piero di Niccolò Lamberti e Giovanni di Martino (túmulo do doge Tommaso Mocenigo na nave setentrional)
- Pietro Lombardo (túmulos do doge Pietro Mocenigo na parede ocidental e dos doges Pasquale Malipiero e Nicolò Marcello na nave setentrional; túmulo de Alvise Diedo na nave meridional)
- Tullio Lombardo (e Alessandro Leopardo?) (túmulo do doge Andrea Vendramin na parede setentrional do coro)
- Lorenzo Lotto (Santo Antonino no transepto meridional)
- Rocco Marconi (Cristo entre os Santos Pedro e André no transepto meridional)
- Giovanni Battista Piazzetta (São Domingos na Glória no teto da capela de Santo Domingo)
- Veronese (A Assunção, A Anunciação e A adoração dos Magos no teto da capela do Rosário; A Adoração dos Pastores na capela do Rosário)
- Alessandro Vittoria (São Jerónimo na nave setentrional)
- Alvise Vivarini (Cristo levando a Cruz na sacristia)
- Bartolomeo Vivarini (Três Santos na nave setentrional)

A capela do Rosário, construída em 1582 para comemorar a vitória na batalha de Lepanto, continha pinturas de Tintoretto, Palma, o Jovem, Ticiano e Giovanni Bellini, entre outros, mas foram destruídas por um incêndio em 1867 atribuído a pirómanos anticatólicos.

## Monumentos funerários
Depois do século XV os serviços funerários de todos os doges foram celebrados nesta basílica. Há um total de vinte e cinco doges sepultados na igreja, entre eles:
- Jacopo Tiepolo († 1249)
- Reniero Zeno († 1268)
- Lorenzo Tiepolo († 1275)
- Giacomo Salomoni († 1314)
- Giovanni Dolfin († 1361)
- Marco Cornaro († 1368)
- Michele Morosini († 1382)
- Antonio Venier († 1400)
- Michele Steno († 1413)
- Tommaso Mocenigo († 1423)
- Pasquale Malipiero († 1462)
- Nicolò Marcello († 1474)
- Pietro Mocenigo († 1476)
- Andrea Vendramin († 1478)
- Giovanni Mocenigo († 1485)
- Alvise Mocenigo I († 1577)
- Sebastiano Venier († 1578)
- Bertucci Valiero († 1658)
- Silvestro Valiero († 1700)

Outras pessoas enterradas nesta igreja são:
- Orazio Baglioni († 1617), general
- Gentile Bellini († 1507), artista
- Giovanni Bellini († 1516), artista
- Gianbattista Bonzi († 1508), senador
- Bartolomeo Bragadin (poeta)
- Marco Antonio Bragadin († 1571), general, a quem ainda vivo foi retirada a pele pelos turcos, o túmulo contém apenas a sua pele
- Jacopo Cavalli († 1384), general
- Alvise Diedo, comandante em chefe
- Marco Giustiniani († 1346), capitão de mar
- Pompeo Giustiniani († 1616), condottiero
- Palma the Younger († 1628), artista
- Vettor Pisani († 1380), almirante
- Niccolò Orsini, († 1510), comandante em chefe
- Leonardo da Prato († 1511), Condottiero
- Alvise Trevisan († 1528)
- Sir Edward Windsor († 1574)

## Galeria

Imagens da igreja
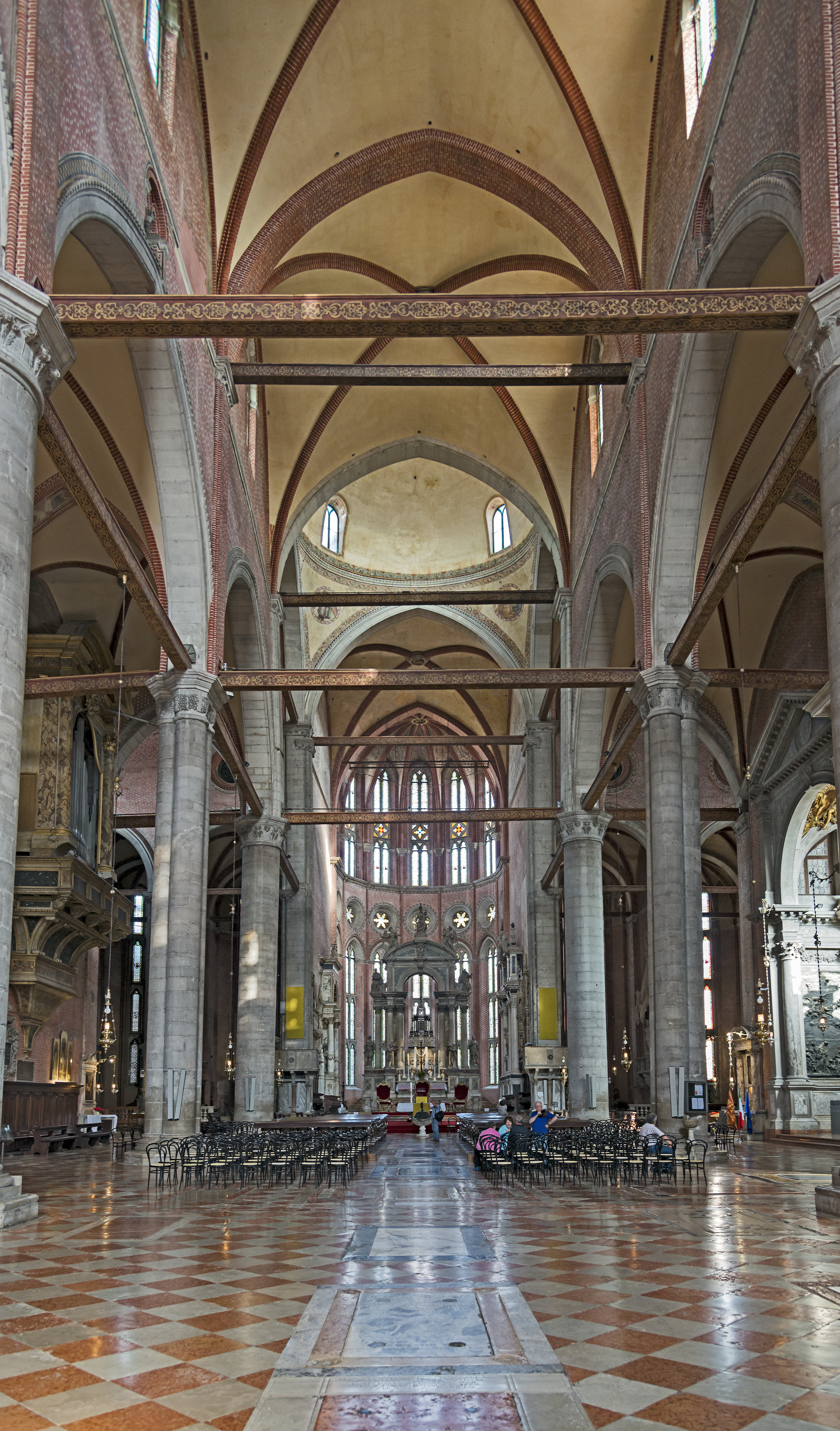
Vista do interior
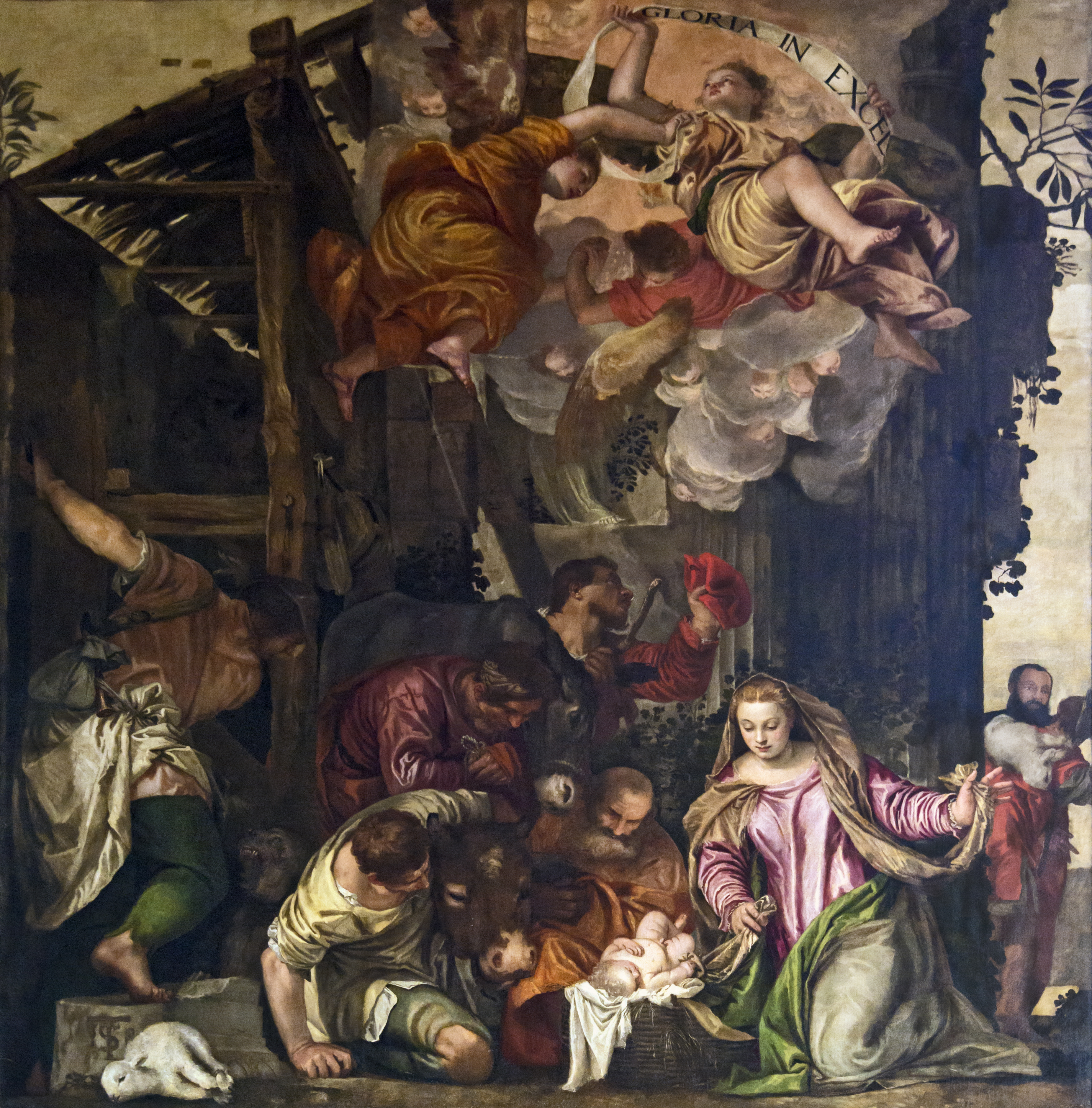
Adoração dos pastores, de Veronese
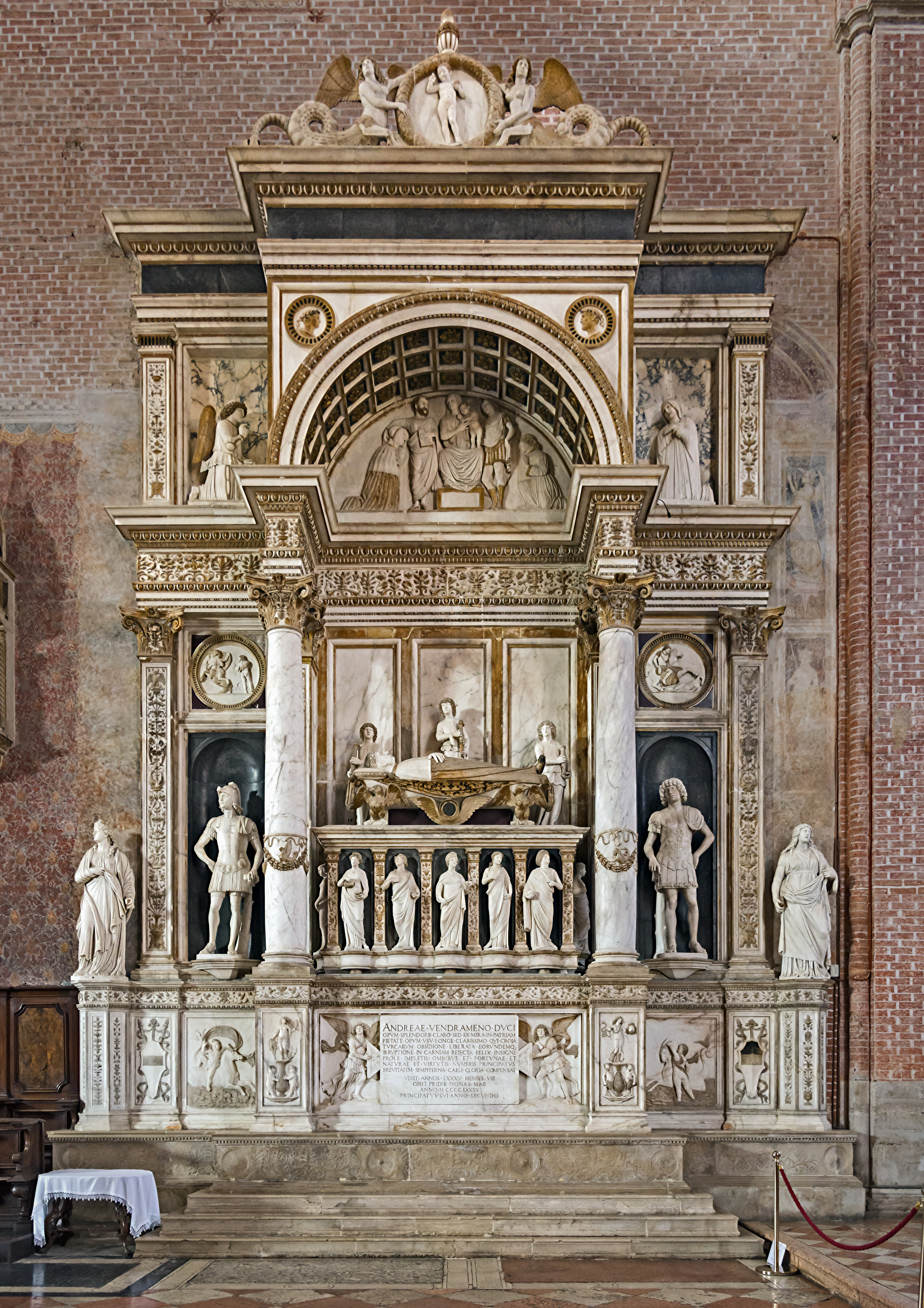
Túmulo do doge Andrea Vendramino